# René-Antoine Houasse
René-Antoine Houasse est un peintre français né vers 1645 et mort à Paris le 27 mai 1710.

## Biographie
Repéré, après son apprentissage chez Nicolas de Plattemontagne, par  Charles Le Brun, dont il devint l'élève, et sous la direction de qui il travailla à la manufacture des Gobelins, René-Antoine Houasse participa avec lui à la décoration du château de Versailles.
Ce fut l’un des plus proches collaborateurs de Le Brun, qui l’employa, à partir de 1670, aux Tuileries et surtout à Versailles, où il joua un rôle important dans la décoration du grand appartement  : il travailla d’abord dans l’actuel salon de Mars, puis, vers 1680, au salon de Vénus et à celui de l’Abondance. À partir de 1688, il peint pour le Grand Trianon une série de tableaux mythologiques. On lui doit aussi un portrait équestre de Louis XIV qui est l’une des plus belles effigies du souverain et qui fut reproduit une dizaine de fois, en grand et petit format. Son style, d’inspiration néo-classique, vaut surtout par le raffinement d’un coloris gris-bleu particulier. 
Il est agréé à l'Académie royale de peinture le 13 mai 1672 et est reçu le 15 avril 1673.
Il fut directeur de l'Académie de France à Rome de 1699 à 1704, et compta notamment Henri de Favanne parmi ses élèves.
Il épouse le 5 février 1673 Marie Le Bé, une parente de Charles Le Brun. Il est le père de Michel-Ange Houasse (1680-1730), peintre de scènes de genre.

## Famille
- René-Antoine Houasse s'est marié le 5 février 1673 avec Marie Le Blé, cousine de Charles Le Brun. De cette union sont nés :
  - Agnès-Suzanne Houasse (1674-1719), mariée le 18 septembre 1690, à Nicolas Coustou (1658-1733)[5] ;
  - Michel-Ange Houasse (1680-1730).

## Œuvres
- Brest
  - Allégorie de l'éloquence, entre 1681 et 1683, musée des Beaux-Arts de Brest[6].
  - Bataille de Josué contre les Amalécites, musée des Beaux-Arts de Brest[6].

- Narbonne
  - Diane et Endymion - Musée des Beaux-Arts de Narbonne [7]

- Paris
  - La Vision de saint Étienne (1675), May de Notre-Dame, Paris, musée du Louvre.

- Versailles
  - Salon de l'Abondance : peintures murales au plafond du salon d'après des dessins de Charles Le Brun ;
  - Salon de Vénus, en sa totalité ;
  - Allégorie de la magnificence Royale (1678), Versailles, musée national des châteaux de Versailles et de Trianon.
  - Morphée s'éveillant à l'approche d'Iris, (1688), Versailles, Grand Trianon.
  - Cyané changée en fontaine 1688, Versailles, Grand Trianon.
  - Minerve enseignant la sculpture aux Rhodiens, 1688, Versailles, Grand Trianon.
  - Apollon et Daphné, 1677, huile sur toile, 158 × 120 cm, Versailles, musée national des châteaux de Versailles et de Trianon.
  - Louis XIV à cheval devant le siège d'une ville vers 1679-1690, huile sur enduit, 1708-1710, Versailles, musée national des châteaux de Versailles et de Trianon.
  - Minerve naissant toute armée du cerveau de Jupiter, Versailles, musée national des châteaux de Versailles et de Trianon.
  - Salon de Mars : La Terreur, la Fureur et la Colère épouvantant les puissances de la Terre, ainsi que Alexandre Sévère dégrade un officier et Le Triomphe de Constantin, deux huiles sur toile en camaïeu or.

Œuvres de René-Antoine Houasse
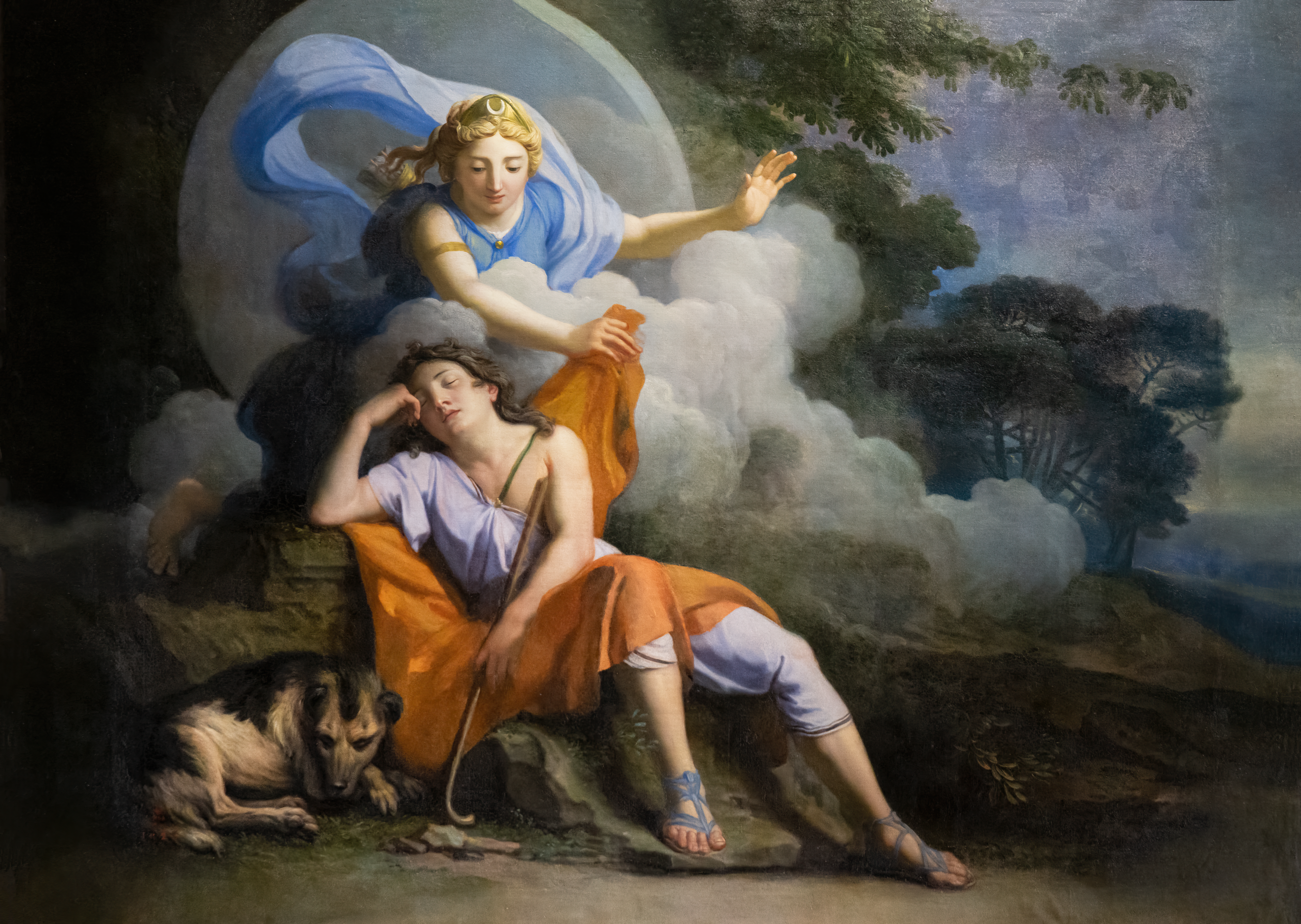
Diane et Endymion - Musée des Beaux-Arts de Narbonne.
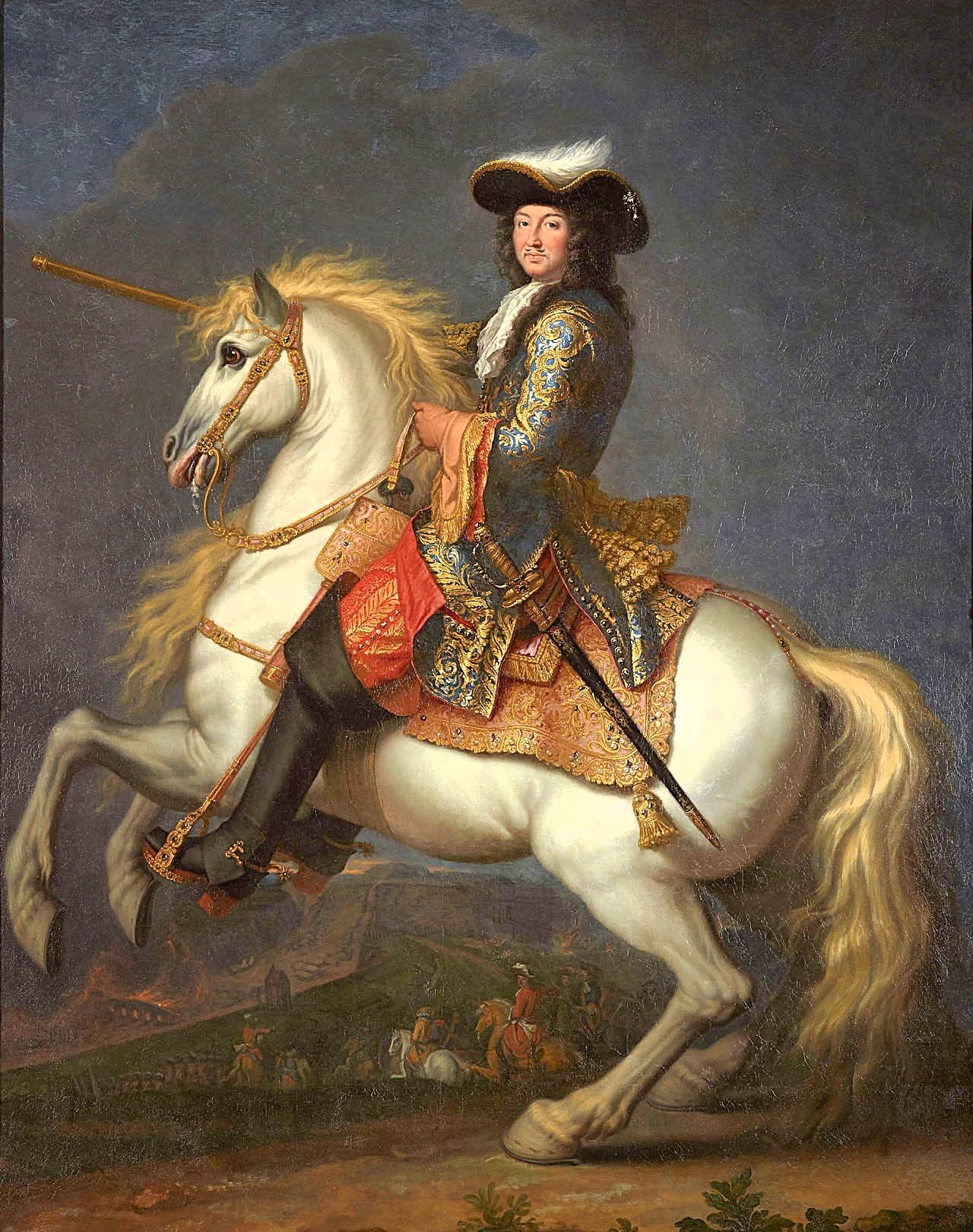
Louis XIV à cheval, roi de France et de Navarre (vers 1679-1690), château de Versailles.
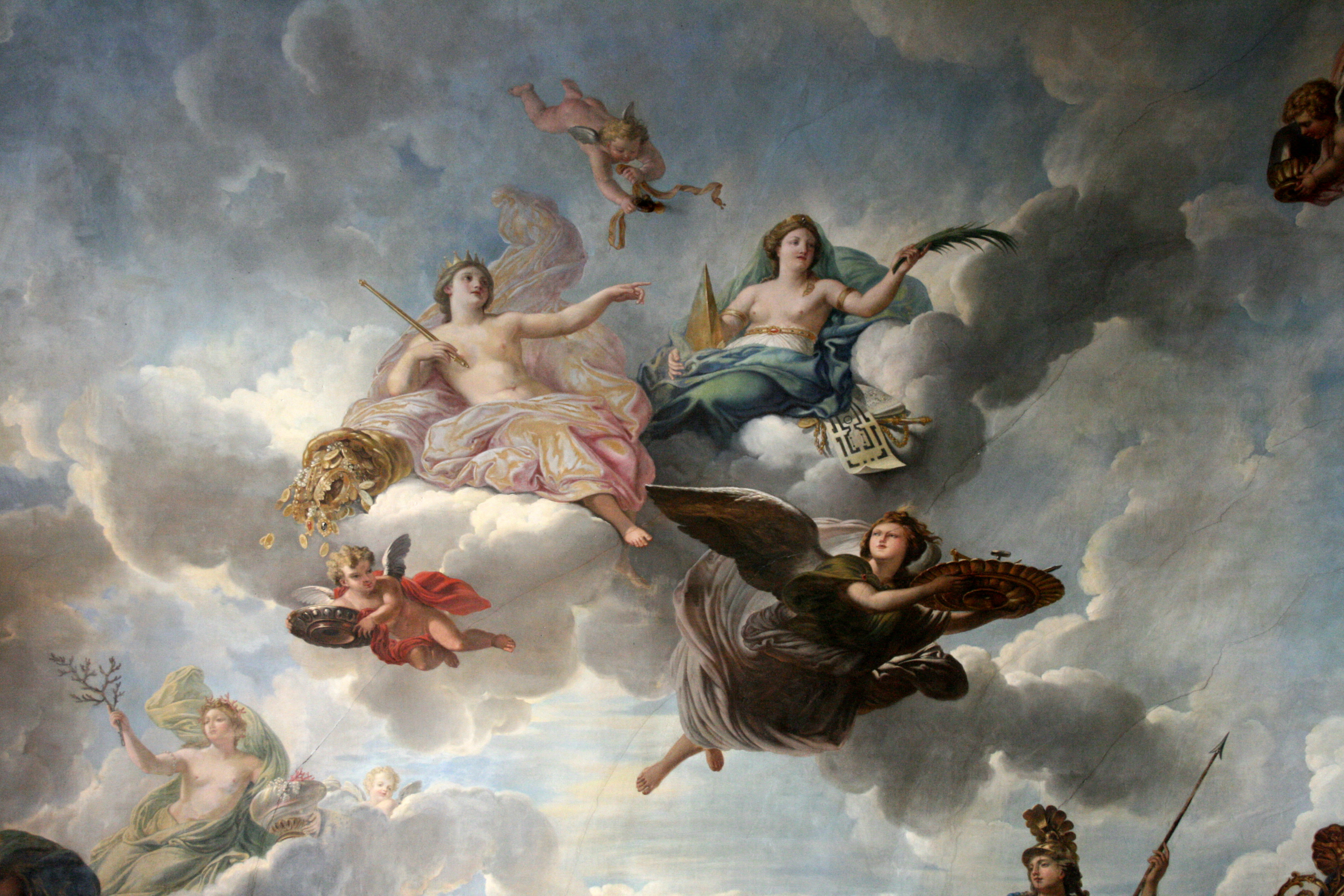
L'Abondance et la Libéralité (1683), château de Versailles, salon de l'Abondance.
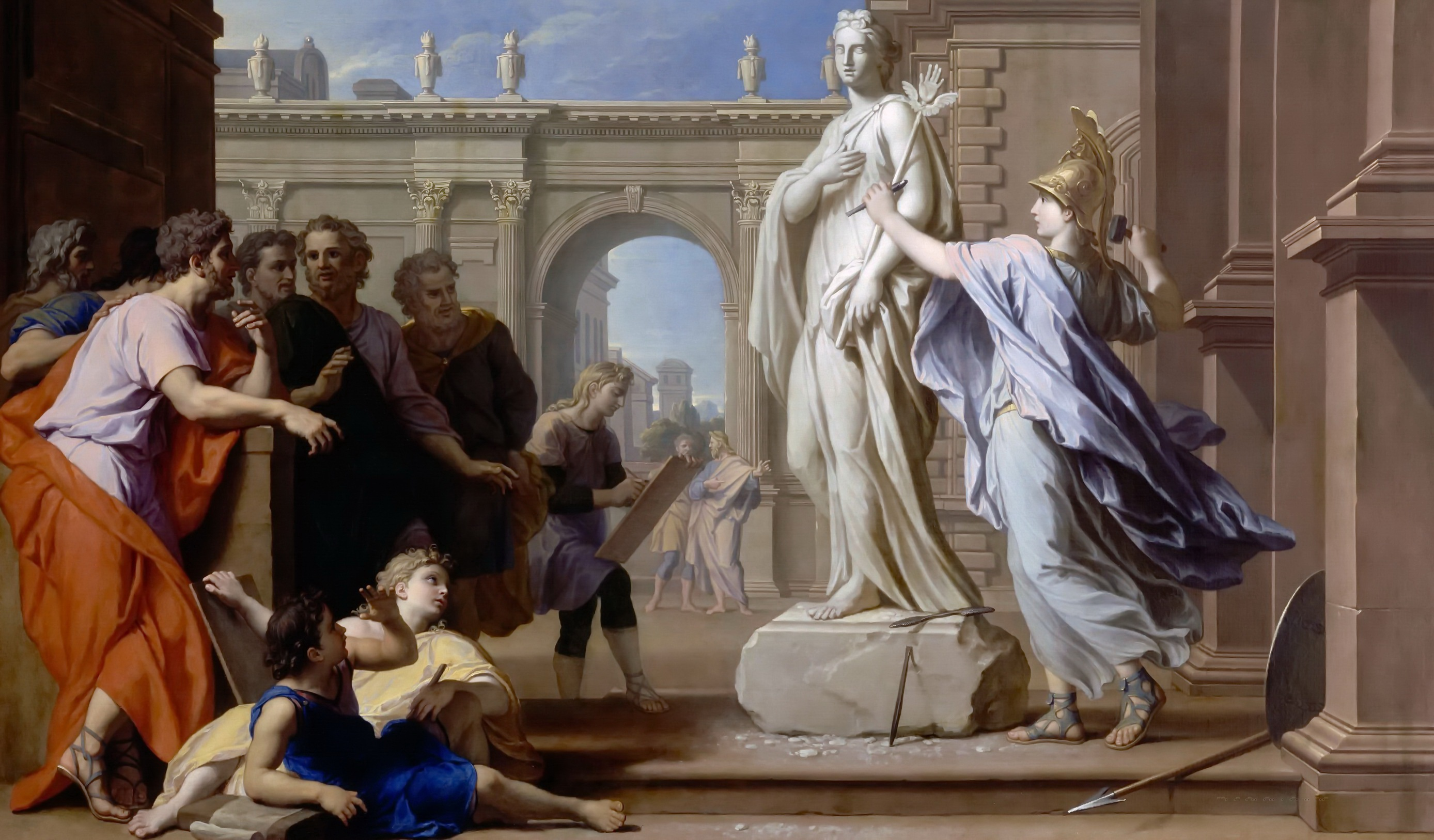
Minerve enseignant la sculpture aux Rhodiens (avant 1688), Versailles, Grand Trianon.
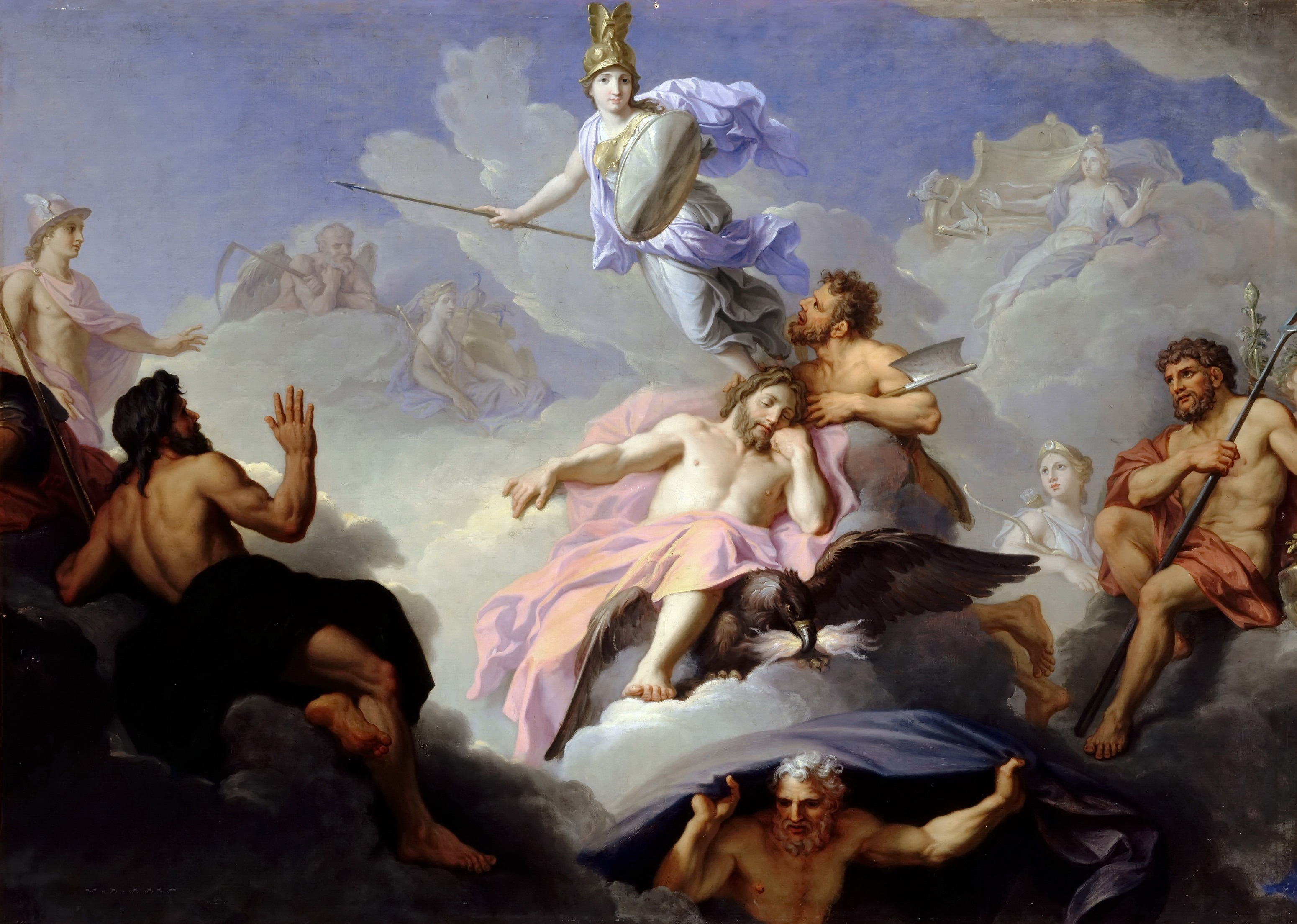
Minerve naissant toute armée du cerveau de Jupiter (avant 1688), château de Versailles.
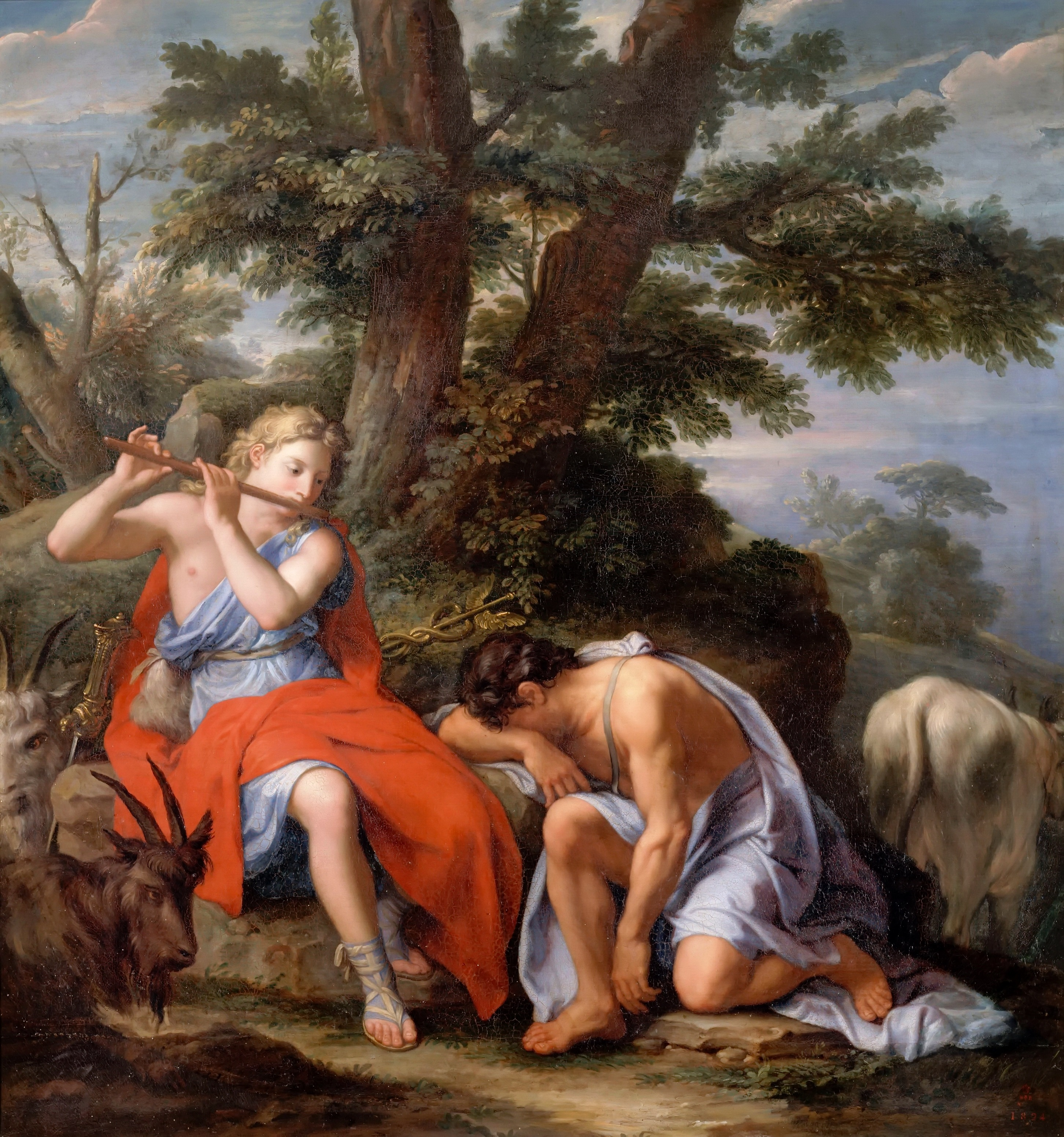
Mercure et Argus (vers 1688), château de Versailles.
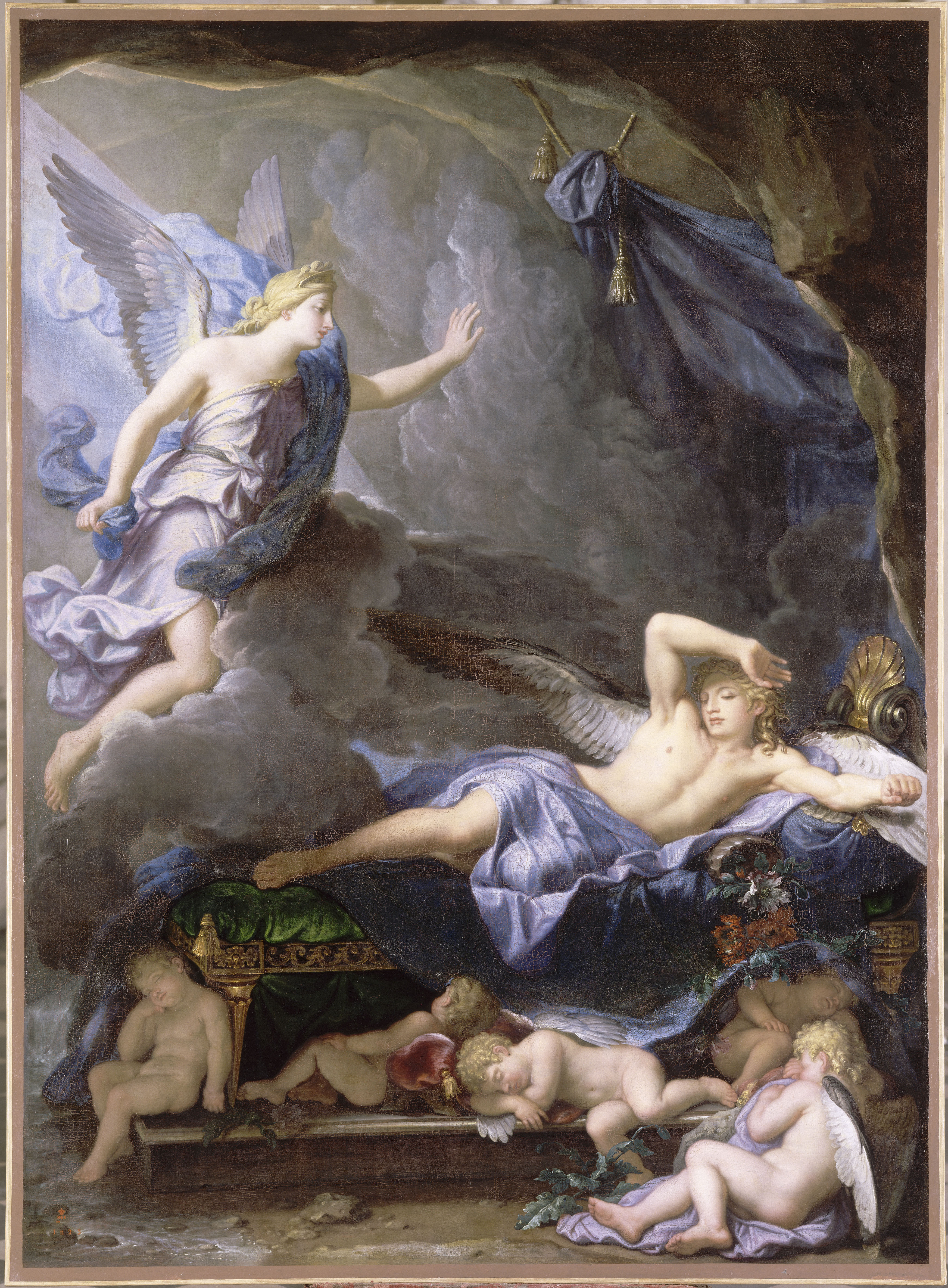
Morphée s'éveillant à l'approche d'Iris (entre 1688 et 1689), Versailles, Grand Trianon.
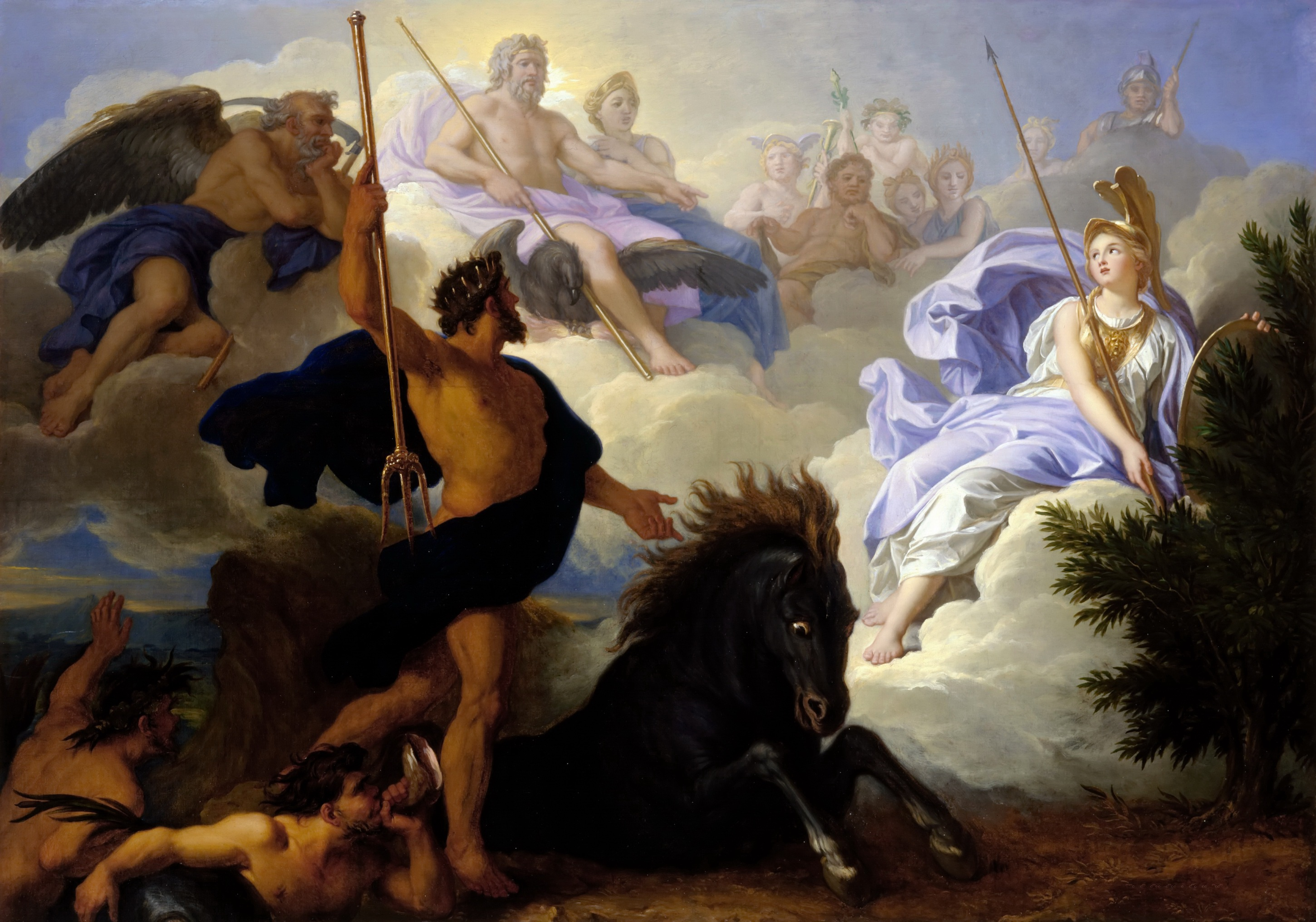
La Dispute de Minerve et Neptune (entre 1689 et 1706), château de Versailles.